# Cappella dell'Addolorata (Campodenno)
La cappella dell'Addolorata è la chiesa sussidiaria di Cressino, frazione di Campodenno, in Trentino. Fa parte della zona pastorale delle Valli del Noce e risale al XIX secolo.

## Storia
La chiesa fu costruita nel 1842 per volere di Bartolomeo Pezzi, che ne sostenne le spese. Il parroco di Denno, Agostino Zuech, in quell'anno benedisse l'edificio come oratorio privato e concesse la celebrazione della messa nei giorni feriali. La cappella era sussidiaria della curazia di Dercolo. Don Antonio Pezzi, figlio di Bartolomeo, con testamento del 12 gennaio 1871 legò alla cappella 36 fiorini per la fondazione di una messa annua perpetua (legato Pezzi): infatti era molto comune la cessione di un bene all'erede con l'obbligo di far celebrare, con le relative rendite, un certo numero di messe in memoria del defunto. La messa doveva venire celebrata entro un anno dalla morte del testatore (che avvenne nel 1876).
Dopo il 1934, l'anno in cui venne canonizzato Giovanni Bosco, la volta e le lunette del presbiterio furono ornate da dipinti murali a tempera nei quali è rappresentato il santo.
Attorno al 1969 furono realizzati lavori di ristrutturazione e l'interno fu modificato conformemente all'adeguamento liturgico sancito dal Concilio Vaticano II. Inoltre all'inizio del XXI secolo sono stati ritoccati i dipinti murali.

## Descrizione
Si trova alcuni metri sotto il livello della Strada statale 43 della Val di Non che le passa davanti.
La facciata si presenta con due paraste, collegate orizzontalmente da un cornicione. Tra due finestre quadrate si apre il portale architravato. Le due fiancate simmetriche hanno entrambe una finestra a lunetta. Sul tetto è situato un piccolo campanile a vela che ospita una campanella.
All'interno la semplice navata unica è coperta da volta a crociera, mentre il presbiterio a pianta rettangolare da una volta a lunetta con dei dipinti murali, così come è dipinta la sommità dell'arco a tutto sesto. Oltre a Giovanni Bosco, le lunette dell'abside raffigurano Sant'Antonio con Bambino. Sulla controfacciata poi trova posto una cantoria lignea.
Nel presbiterio è presente una tela, del 1843, attribuita a Bartolomeo Rasmo, raffigurante la Madonna Addolorata e angeli. Ai lati dell'arco santo poi vi sono due state lignee novecentesche: a destra il Sacro Cuore di Gesù, a sinistra San Giuseppe con Bambino.